# Moncetz-Longevas
 Moncetz-Longevas  es una población y comuna francesa, en la región de Champaña-Ardenas, departamento de Marne, en el distrito de Châlons-en-Champagne y cantón de Marson.

## Demografía
| 220 | 240 | 254 | 297 | 530 | 525 |
| Para los censos de 1962 a 1999 la población legal corresponde a la población sin duplicidades (Fuente: INSEE [Consultar]) |     |     |     |     |     |